# Plate-bande (architecture)
Pour les articles homonymes, voir Plate-bande.

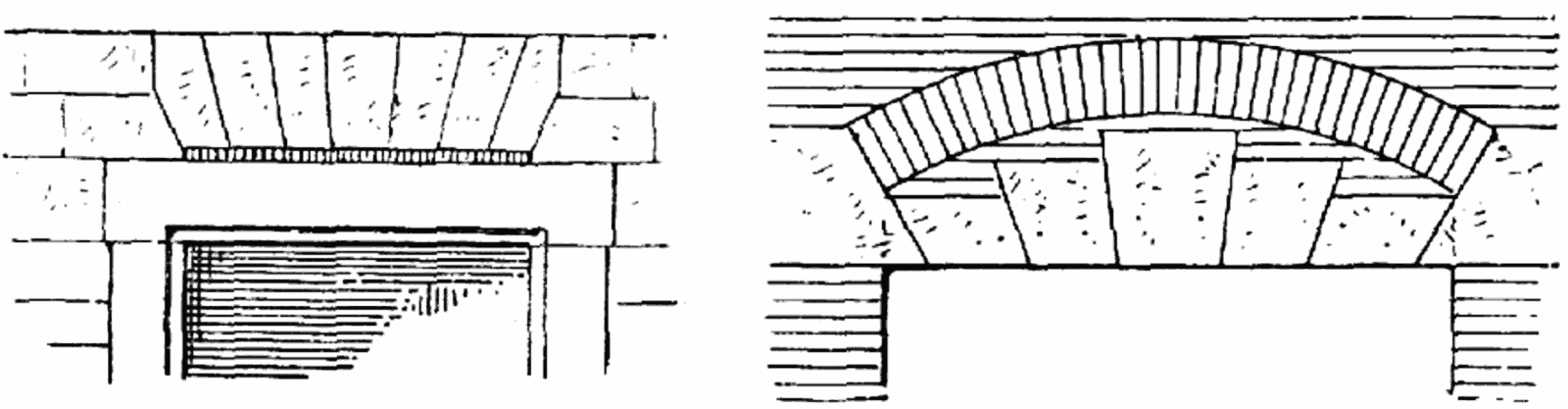
Exemples de plates-bandes. À gauche, arc de décharge en plate-bande surmontant un linteau monolithe ; à droite, plate-bande surmontée d’un arc de décharge en segment de cercle.

La plate-bande est une moulure plate et unie qui a plus de largeur que de saillie. Plus spécifiquement, la plate-bande de baie est un linteau à système de clé analogue à l'arc, destiné à supporter une charge au-dessus d'une ouverture dans un mur, et dont l'agencement des pierres est horizontal. Il allie la stabilité et la résistance de l'arc au faible encombrement du linteau.
Le nombre de pierres constituant une plate-bande est toujours impair. Les pierres sont des claveaux nommés selon leur emplacement dans la plate-bande : sommier, contre-sommier, contre-clé et clé.
Les lits des pierres composant la plate-bande doivent être perpendiculaires à la force exercée : dans ce cas les lits doivent être à la verticale pour la clef et parallèles aux joints pour les claveaux, le sommier garde lui ses lits à l'horizontale. Afin d’alléger les forces exercées sur la plate-bande, elle peut être surmontée d’un arc de décharge.